# Selahudin Shkoza
Selahudin Shkoza, właśc. Selaudin Sadip bej Shkoza (ur. 1867 w Prizrenie, zm. 1930 w Turcji) – albański i turecki polityk i wojskowy, w latach 1920–1921 minister wojny.

## Życiorys
Po ukończeniu w 1886 wojskowego gimnazjum w Monastirze naukę kontynuował w szkole dla oficerów artylerii w Stambule. Po ukończeniu szkoły rozpoczął służbę w Izmirze, awansując do stopnia kapitana. Po awansie na stopień majora został przeniesiony do jednego z garnizonów w Macedonii. W 1906 już w stopniu podpułkownika objął dowództwo nad regimentem artylerii, a następnie nad dywizją Izmir. Od 1908 pełnił funkcję inspektora. Po wybuchu rewolucji młodoosmańskiej w 1908 współpracował z albańskim ruchem narodowym i wziął udział w kongresie narodowym w Bitoli. W 1912 awansował do stopnia generała armii osmańskiej.
W 1920 za zgodą władz tureckich Shkoza przyjechał do Albanii i objął stanowisko ministra wojny w rządzie Iliasa Vrioniego. Jego dziełem była reorganizacja armii i opracowanie pierwszych regulaminów służby. W 1924 wyjechał do Turcji, gdzie zmarł w 1930 roku.